# Église Saint-Jacques de Dieppe
L'église Saint-Jacques de Dieppe est une église catholique située à Dieppe, dans le département français de la Seine-Maritime en région Normandie.

## Historique

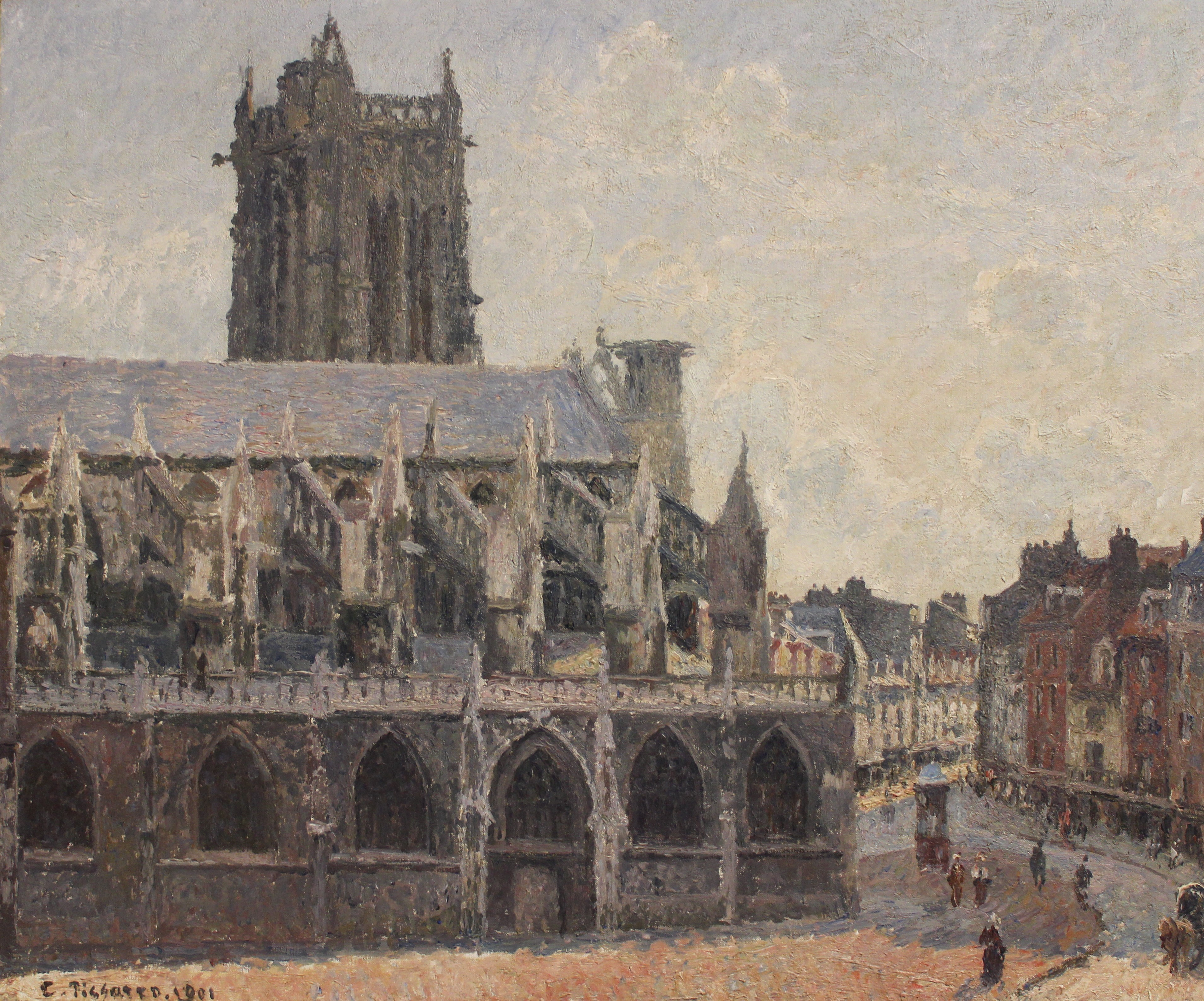
L'église peinte par Camille Pissarro en 1901.

L'église est dédiée à saint Jacques.
L'église (XIIe au XVIe siècle) relève des styles flamboyant et Renaissance : commencée dès le XIIe siècle, l'église Saint-Jacques est érigée en paroisse en 1282 par Guillaume de Flavacourt archevêque de Rouen. Les transepts nord et sud remontent à la seconde moitié du XIIe siècle. Le chœur, la nef, et les bas-côtés datent du XIIIe siècle, excepté les voûtes et le triforium de la nef qui date du XIVe siècle. C'est également au XIVe siècle qu'est construit le grand portail. Au XVe siècle sont élevées la tour et les chapelles situées de part et d'autre de la grande nef du chœur, sauf deux d'entre elles qui faisaient partie du plan primitif de l'église. À l'intérieur, la chapelle du Trésor est décorée d'une frise dite « des sauvages » qui révèle les diverses nations découvertes par les navigateurs et marins dieppois. À la demande de Jehan Ango, mécène de l'église au XVIe siècle, l'artiste a représenté différentes scènes de la vie des indigènes : un cortège de fêtes et de danses, des épisodes guerriers, que de nombreux archéologues et savants sont venus observer. Victor Hugo est également venu voir ces véritables dentelles de pierre, le 8 septembre 1837.
L'édifice fait l'objet d'un classement au titre des monuments historiques par la liste de 1840.
Lucien Lefort, architecte départemental, est intervenu pour une opération de restauration (avant 1916). 
En janvier 2015, à la suite de l'affaissement de la charpente du dôme, le campanile a été déposé en vue de sa restauration,. 
Dans la nuit du 6 au 7 novembre 2017, huit toiles sont volées. Celles-ci étaient dues à Anselma (Alejandrina Gessler y Lacroix), Jean-Guillaume Drouet, Auguste Jugelet, Augusta Lebaron-Desves et Armand Mélicourt-Lefebvre.

## Galerie

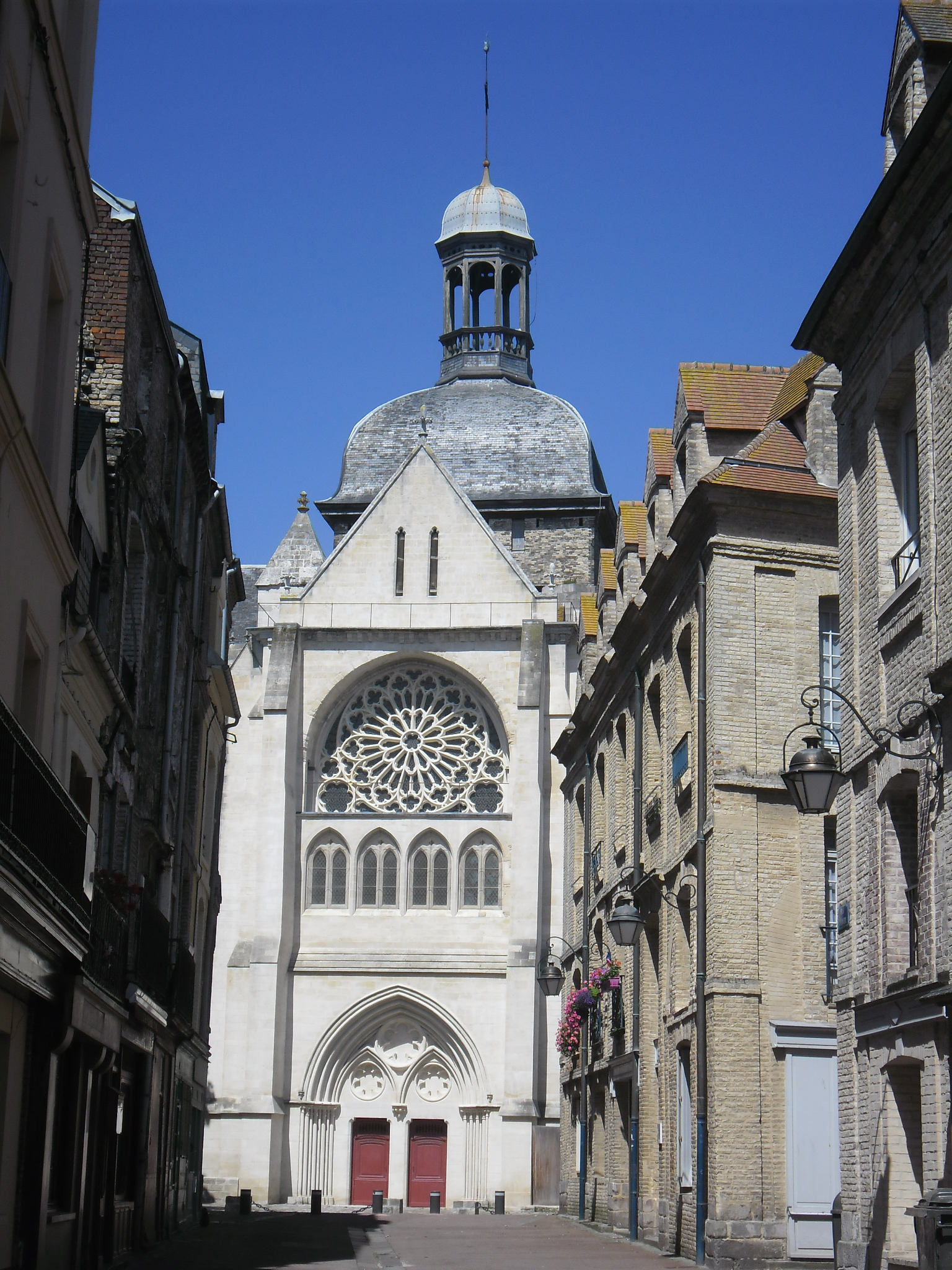
Église Saint-Jacques de Dieppe (avec son campanile), façade-sud sur la rue Pecquet.
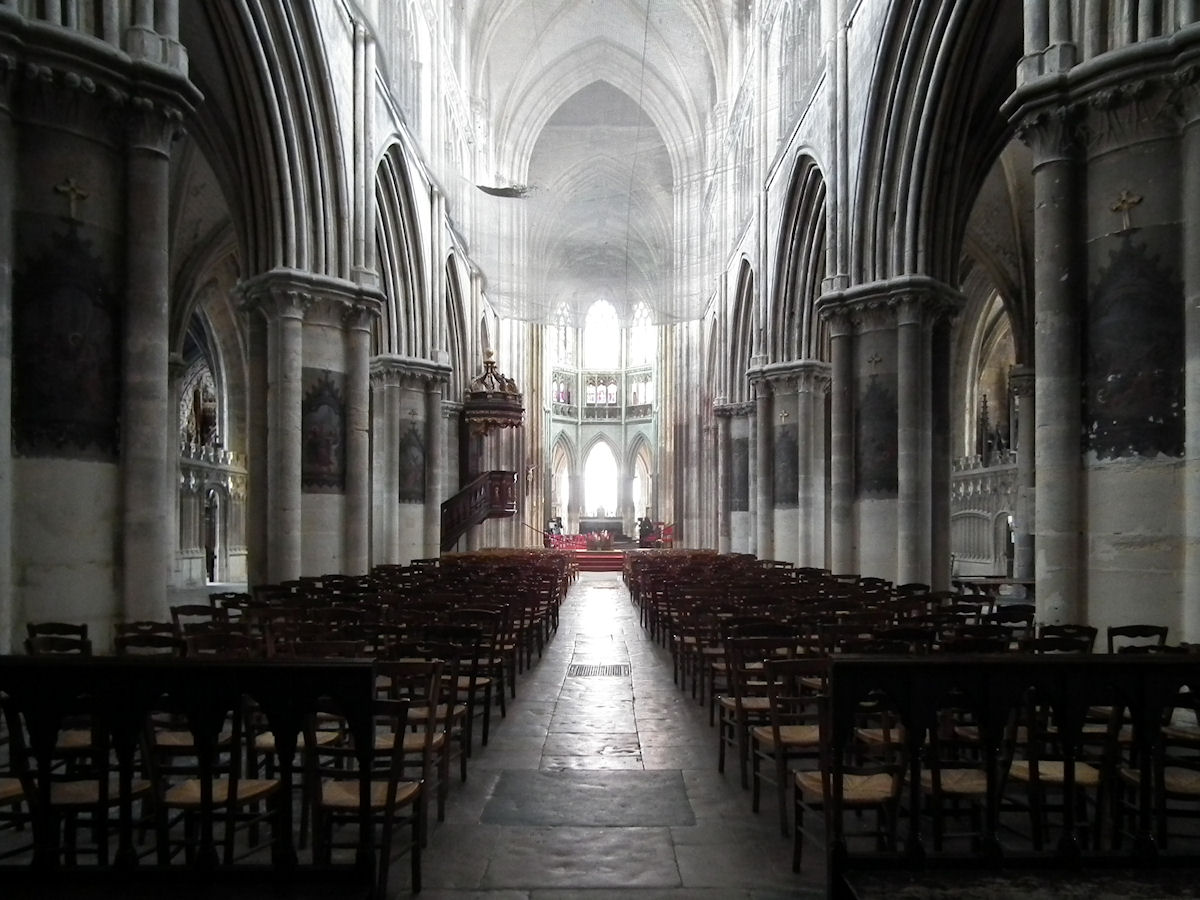
Nef centrale.
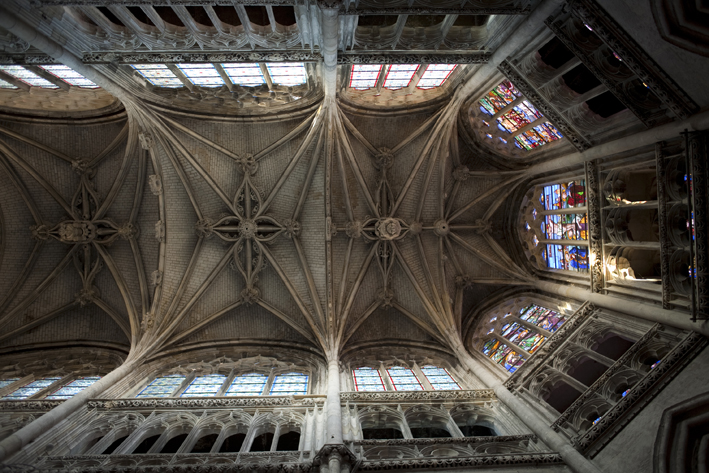
Détail de la voûte.
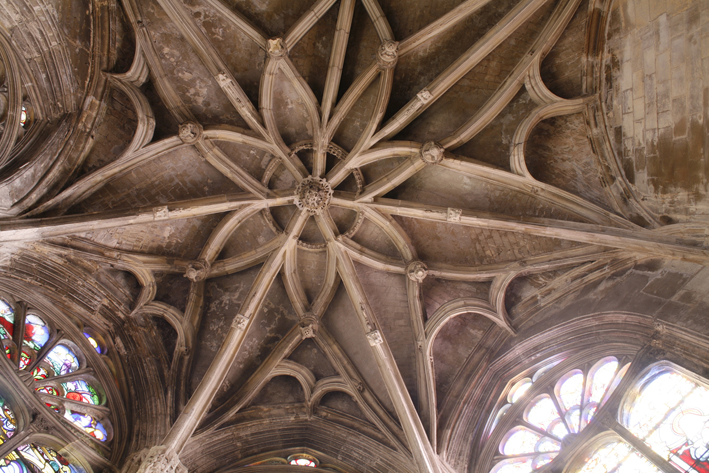
Détail de la voûte.
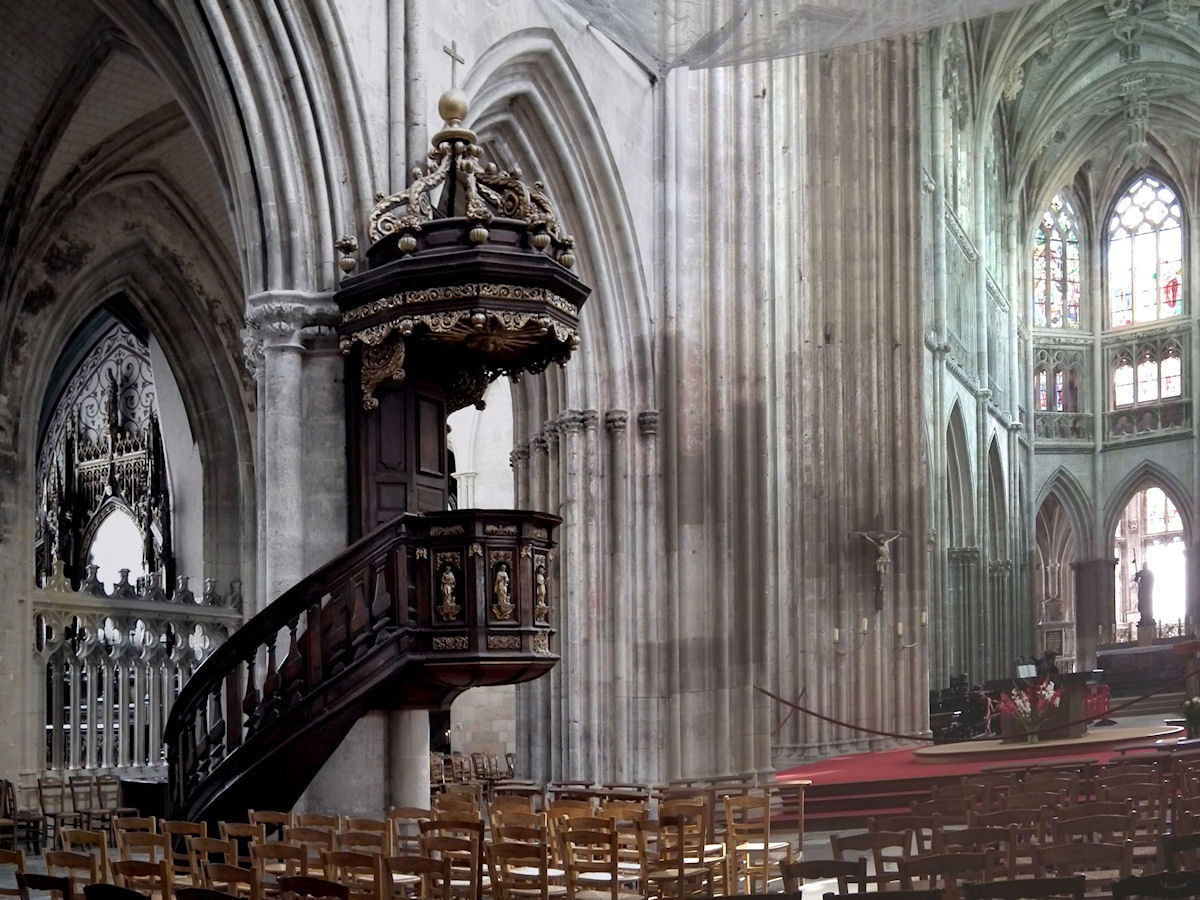
La chaire de l'église.
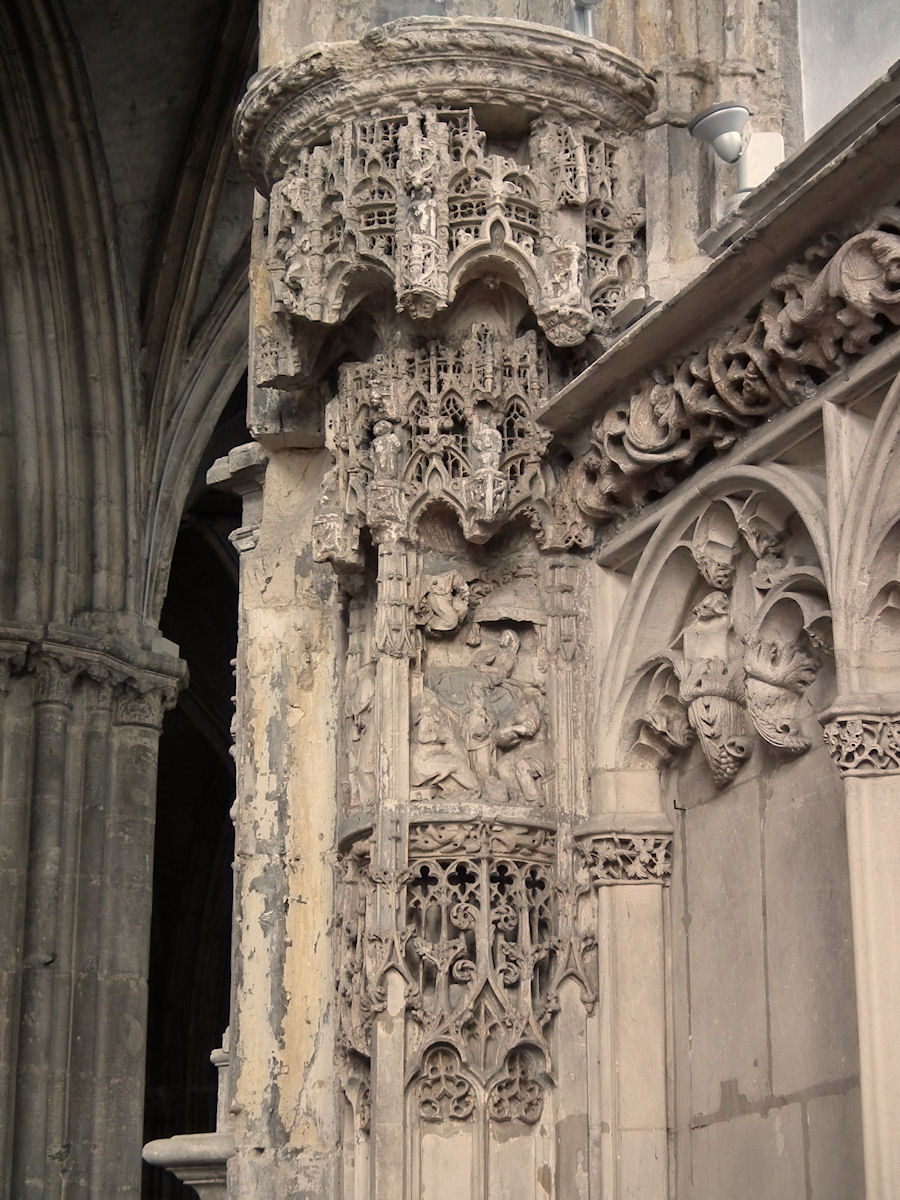
Pierre sculptée.
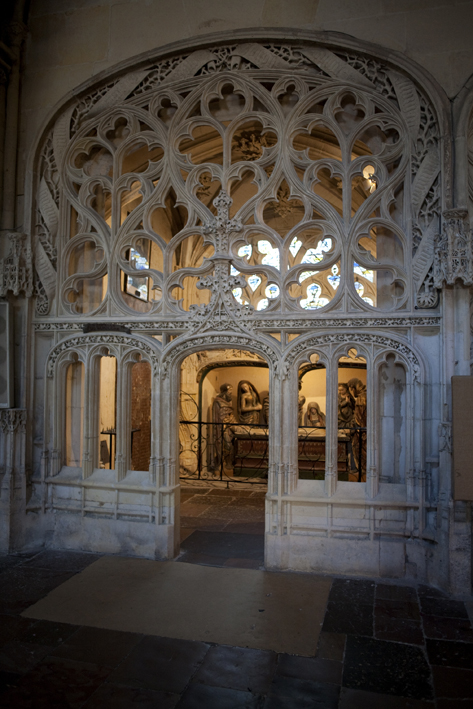
Chapelle latérale.
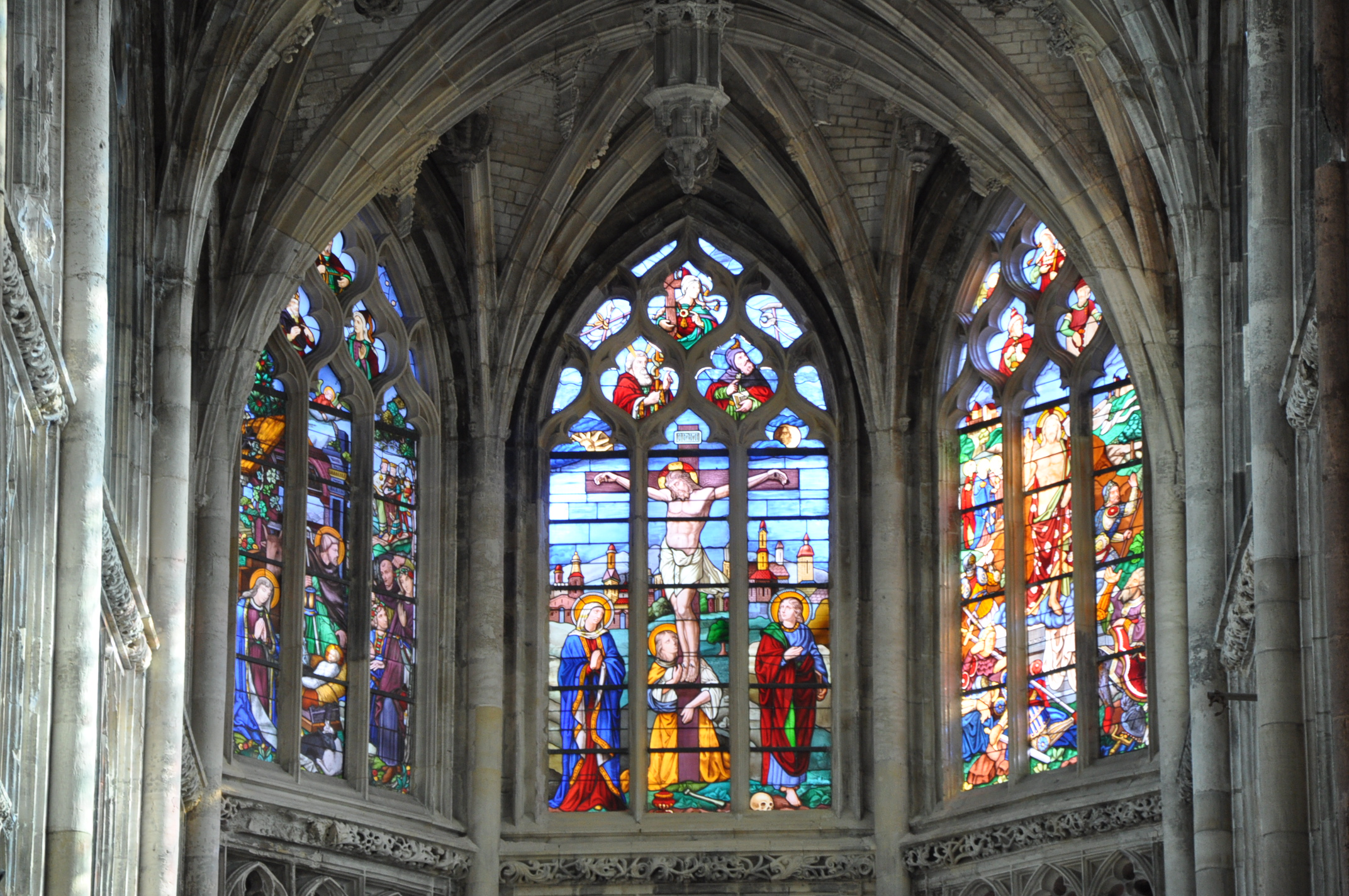
Vitraux.